# Недялко Килев
Киряк (Недялко, Неделчо) Георгиев Килев; (на английски: Kiriako (Kiriaco) George Kileff); известен и с псевдоними като Георги Килев и Петър Танчев, е български революционер, деец на Върховния македоно-одрински комитет в Ахъчелебийско, дедеагачки войвода на Вътрешна македоно-одринска революционна организация.

## Биография

### Революционна дейност
Килев е роден в 1882 година в ксантийското село Кръстополе, тогава в Османската империя, днес Ставруполи, Гърция. Учи в родното си село. След това продължава образованието си в Одринската българска мъжка гимназия и под влияние на учителя Петър Стоев, се включва в нелегален ученически кръжок. През учебната 1897—98 г. в гимназията става ученически бунт, като инициатори на бунта са членове на ученическия революционен кръжок. Така Недялко заедно с още 30 свои съученици е изключен. След това се мести в Чепеларе, България, където през 1899 година завършва трети клас. Там също членува в революционния кръжок, ръководен от учителя Андон Дечев.
Връща се в Кръстополе, но през пролетта на 1901 година се отдава на четническа дейност под ръководството на Чепеларския революционен пункт, като изпълнява и терористични задачи. Участва във всички походи на районната чета. Когато ръководителят на Чепеларския пункт Константин Антонов напуска Чепеларе в 1902 г., Килев заминава с него и обхожда района покрай Марица. По-късно заедно със Стефан Чакъров, Дядо Петър и Александър Филипов обикаля Гюмюрджинско и Ксантийско. През 1903 г. става войвода в Дедеагачко. През август 1903 година извършва атентат на железопътната линия Солун-Дедеагач между Чобанкьой и Кюсемджид.

### В Южна Африка
След Илинденско-Преображенското въстание семейството на Килев се преселва в Станимака, България, а той заминава за Одеса. Там Недялко работи в тютюнева фабрика и се оженва за Роза Подкович, рускиня. След 5 години двамата се връщат обратно в България. Килев се среща с представител на Британската южноафриканска компания, който търсел експерти по отглеждането на ориенталски тютюн, и подписва с него трудов договор.
Така през 1908 година Килев заминава за Южна Родезия. През 1915 година семейството си купува земя и създава своя ферма за тютюн. През 1923 година си купуват нови 600 дка и Киряк Килев става един от най-големите производители на тютюн в Южна Родезия.
Килев построява няколко сиропиталища – в Южна Родезия, ЮАР и Канада. Обзавежда почивен дом за родезийските войници, участвали във Втората световна война на страната на Съюзниците. Става един от основателите на дружеството за подпомагане на СССР по време на войната, създадено през 1941 г. Дарява пари на болници.
Умира от инфаркт през 1944 година в Кейптаун. Днес създадената от него K. Kileff Zimbabwe Pvt. Ltd. е най-старата тютюнева компания в Зимбабве.
Христо Караманджуков пише за Килев:
| „ | Килев прояви продължителна и обширна дейност в Западна Тракия като терорист, храбър, предан и дисциплиниран четник. Отличи се той, както преди, така също и после въстанието. Понеже той изшета като революционер всички околии и мина през всички села в Западна Тракия, неговото име се знае и помни от всички почти по-първи, а и от по-задните дейци на революционната организация в тази област. | “ |